# تيم كلاوسون
تيم كلاوسون (بالإنجليزية: Tim Clawson)‏ هو منتج أفلام وكاتب سيناريو أمريكي، ولد في 9 فبراير 1960 في الولايات المتحدة.

## وصلات خارجية
- تيم كلاوسون على موقع IMDb (الإنجليزية)
- تيم كلاوسون على موقع ألو سيني (الفرنسية)
- تيم كلاوسون على موقع أول موفي (الإنجليزية)
- تيم كلاوسون على موقع قاعدة بيانات الأفلام السويدية (السويدية)
- تيم كلاوسون على موقع قاعدة بيانات الفيلم (الإنجليزية)
- تيم كلاوسون على موقع كينوبويسك (الروسية)